# Contea di Jasper (Mississippi)
La contea di Jasper (in inglese Jasper County) è una contea dello Stato del Mississippi, negli Stati Uniti. La popolazione al censimento del 2000 era di 18 149 abitanti. Il capoluogo di contea è Bay Springs.